# NGC 6289
NGC 6289 (другие обозначения — MCG 11-21-7, ZWG 320.56, ZWG 321.9, PGC 59322) — галактика в созвездии Дракон.
Этот объект входит в число перечисленных в оригинальной редакции «Нового общего каталога».